# Euonymus enantiophyllus
Euonymus enantiophyllus là một loài thực vật có hoa trong họ Dây gối. Loài này được (Donn.Sm.) Lundell mô tả khoa học đầu tiên năm 1939.